# Camperol de l'illa de Bougainville
El camperol de l'illa de Bougainville (Cincloramphus llaneae; syn: Megalurulus llaneae) és una espècie d'ocell de la família dels locustèl·lids (Locustellidae). És endèmic de illa de Bougainville (Papua Nova Guinea). Els seus hàbitats principals són els boscos tropicals i subtropicals de frondoses humits de muntanya i els herbassars secs tropicals i subtropicals. Pateix l'amenaça de l'introducció d'espècies invasores a l'illa (gats i rates). El seu estat de conservació es considera gairebé amenaçat.

## Taxonomia
Segons la llista mundial d'ocells del Congrés Ornitològic Internacional (versió 13.2, agost 2023) aquest tàxon està classificat en el gènere Cincloramphus. Tanmateix, altres obres taxonòmiques, com el Handook of the Birds of the World i la quarta versió de la BirdLife International Checklist of the birds of the world (Desembre 2019), el classifiquen encara com a única espècie del gènere Megalurulus.